# Extravasat
Extravasat (lateinisch extra ‚außerhalb‘; vas ‚Gefäß‘) bezeichnet im Rahmen der so genannten Extravasation im engen Sinne aus einer Ader ausgetretenes, im Körper liegendes Blut. Im weiteren Sinn jede aus dem Blutgefäß-, Lymphgefäß- oder Harnsystem ausgetretene Flüssigkeit, die sich im umliegenden Gewebe verteilt und zu einer ödematösen Schwellung führt. Das Extravasat kann Blutzellen enthalten.
Das Extravasat unterscheidet sich von Exsudation dadurch, dass bei dieser die Gefäßwandungen ganz sind und nur ein Teil der Blutflüssigkeit ausschwitzt, aber keine Blutkügelchen.
In der klinischen Medizin wird der Begriff auch als Bezeichnung für eine Injektions- oder Infusionsflüssigkeit verwendet, die neben ein punktiertes Blutgefäß gelangt. Im Gegensatz zu vielen anderen Sprachen, z. B. Englisch oder Italienisch, wird in der aktuellen deutschen medizinischen Fachsprache eher der Begriff Paravasation (lateinisch para ‚neben‘) verwendet.